# Merochlorops nigrolimbatus
Merochlorops nigrolimbatus är en tvåvingeart som först beskrevs av Meijere 1924.  Merochlorops nigrolimbatus ingår i släktet Merochlorops och familjen fritflugor. Inga underarter finns listade i Catalogue of Life.